# Bahnhof Augsburg Morellstraße

Der Bahnhof Augsburg Morellstraße ist ein Bahnhof an der Bahnstrecke Augsburg–Buchloe. Er befindet sich südlich der Augsburger Innenstadt an der Grenze der Stadtteile Antonsviertel und Hochfeld und ist als Durchgangsbahnhof mit acht Gleisen und einem Inselbahnsteig aufgebaut.

## Geschichte

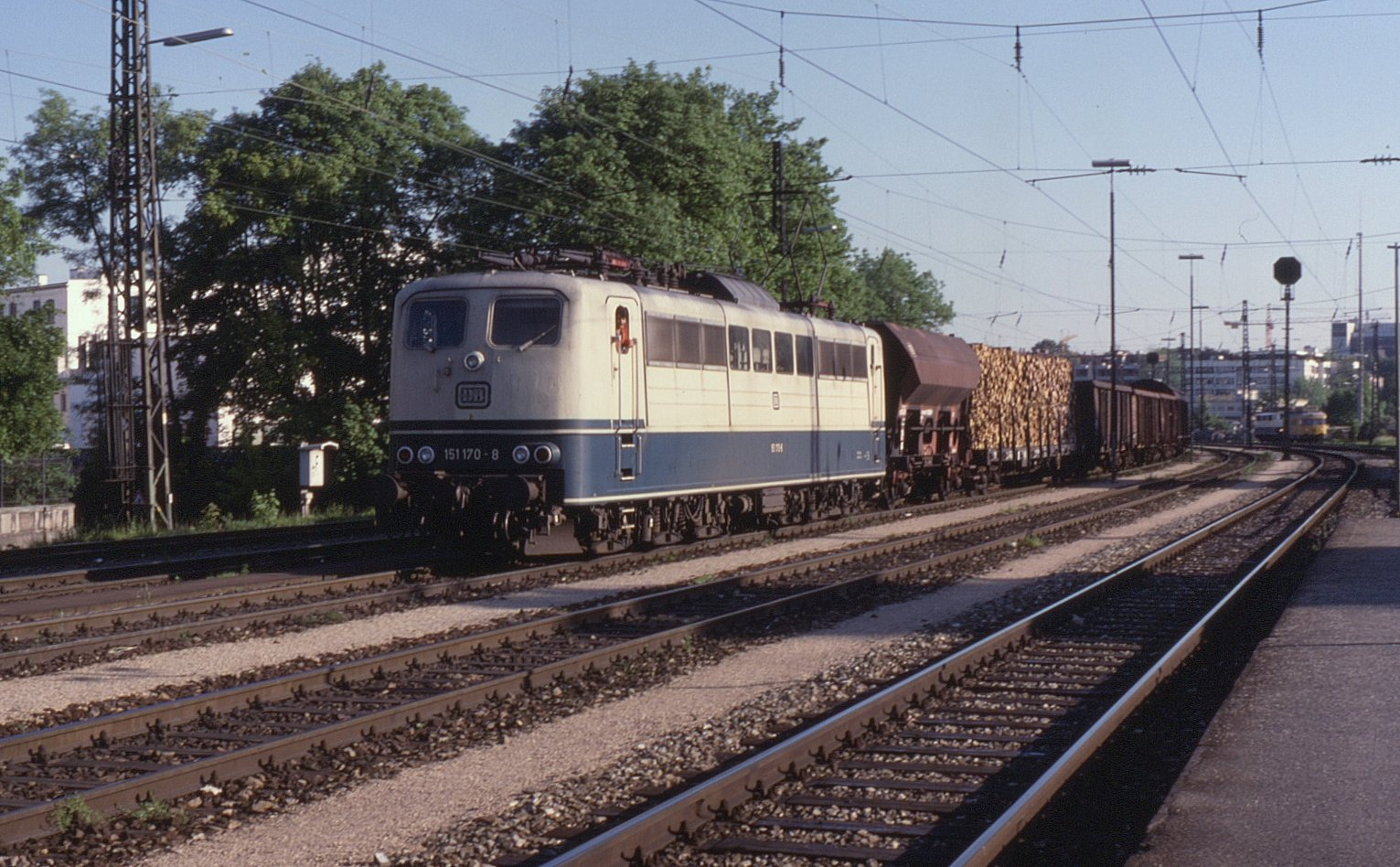
Baureihe 151 mit Güterzug im Bahnhof Morellstraße 1989

Der Bahnhof wurde im September 1847 mit der Eröffnung der Bahnstrecke Augsburg–Buchloe unter dem Namen Morellstraße in Betrieb genommen, der Stadtname Augsburg wurde erst am 6. Oktober 1940 vorangestellt. Nach der Gründung der Augsburger Localbahn wurde am Bahnhof Morellstraße 1899 eine Abzweigung nach Haunstetten in das dortige Industriegebiet zum Anschluss der Firmen Martini & Cie, SWA und Kunstmühle Kühn eingerichtet.
Im Zweiten Weltkrieg wurde ein Großteil der Deportationen aus der Region Augsburg in die besetzten Ostgebiete, unter anderem in das Konzentrationslager Auschwitz, vom Bahnhof Morellstraße aus durchgeführt – lediglich einige Transporte in das KZ Theresienstadt gingen vom Hauptbahnhof aus.

## Infrastruktur
Am Bahnhof befinden sich insgesamt acht durchgehende Gleise. Zwischen dem dritten und vierten Gleis von Osten befindet sich ein Mittelbahnsteig, der über die Unterführung der Von-der-Tann-Straße erreichbar ist. Die anderen Gleise am Bahnhof dienen der Augsburger Localbahn und der Verbindung zwischen Hauptbahnhof und dem Bahnbetriebswerk, in dem sich heute in fußläufiger Entfernung der Bahnpark Augsburg befindet.
Der Bahnhof ist nicht barrierefrei ausgebaut. In der Morellstraße befindet sich eine gleichnamige Bushaltestelle, die nur dem Schienenersatzverkehr (SEV) dient. Bis Ende 2024 befand sich diese weiter östlich in der Von-der-Tann-Straße.
Anfang 2016 wurde der Bahnsteig modernisiert und dabei erhöht, im Juni 2016 erhielt die Zugangstreppe eine Überdachung.

## Betrieb
Der Bahnhof wird nicht vom Fernverkehr bedient. Wie auch die anderen kleinen Bahnhöfe in der Stadt dient Augsburg Morellstraße vor allem den Pendlern in die Innenstadt. Hier halten alle Regionalbahnen, die vom Augsburger Hauptbahnhof in Richtung Buchloe verkehren beziehungsweise von dort aus nach Augsburg (teilweise fahren die Züge weiter ins Allgäu). Stündlich halten hier ebenfalls Züge, die über die Bahnstrecke Bobingen–Kaufering und die Bahnstrecke Kaufering–Landsberg am Lech weiter nach Landsberg am Lech verkehren. Im Bereich des Augsburger Verkehrsverbundes (AVV) waren diese Linien bis 2020 als R7 (jetzt RB 77, AVV bis Schwabmünchen) und als R8 (jetzt RB 69, AVV bis Klosterlechfeld) bezeichnet. In der Hauptverkehrszeit besteht dadurch ein 15-Minuten-Takt. Der Bahnhof Morellstraße ist Teil des geplanten Regio-Schienen-Taktes Augsburg.
Bis vor einigen Jahren verkehrte von der zugehörigen Bushaltestelle in der Von-der-Tann-Straße die AVV-Buslinie 744 zur Fachoberschule an der Von-Parseval-Straße und weiter bis zur Haltestelle „Siemens“ als Schüler-Zubringer.
| Linie    | Verlauf                                                                                     | Frequenz                  |
| -------- | ------------------------------------------------------------------------------------------- | ------------------------- |
| RE 71/73 | Augsburg – Buchloe – Türkheim (Bay) (Flügelung) – Bad Wörishofen / – Mindelheim – Memmingen | zwischen 20 Uhr und 7 Uhr |
| RE 7/17  | Augsburg – Buchloe – Biessenhofen – Kempten – Immenstadt – Lindau/Oberstdorf                | zwischen 20 Uhr und 7 Uhr |
| RB 77    | Augsburg – Buchloe – Kaufbeuren – Biessenhofen – Marktoberdorf – Füssen                     | Stundentakt               |
| RB 77    | Augsburg – Buchloe (– Kaufbeuren – Biessenhofen – Marktoberdorf)                            | einzelne Züge in der HVZ  |
| RB 77    | Augsburg – Bobingen (– Schwabmünchen – Buchloe)                                             | Stundentakt               |
| RB 69    | Augsburg – Bobingen – Kaufering – Landsberg (Lech)                                          | Stundentakt               |

(Stand 2021)